# Open AJAX
Open AJAX — ініціатива, створена кількома великими компаніями для розвитку технології AJAX та розширення сфери застосування додатків, створених з її використанням.
Проміжними цілями ініціативи є створення уніфікованого стандарту для AJAX-додатків та інтегрованого середовища розробки програмного забезпечення на основі Eclipse IDE (в рамках Eclipse Web Tools Platform («WTP») Project).

## Учасники ініціативи
- IBM
- BEA Systems
- Borland
- Dojo Foundation
- Eclipse Foundation
- Google
- Laszlo Systems
- Mozilla Foundation
- Novell
- Openwave Systems
- Oracle
- Red Hat
- Yahoo!
- Zend Technologies
- Zimbra